# Live at the Isle of Fehmarn
Albums de Jimi Hendrix
Hear My Music
(2004) Burning Desire
(2006)
Live at the Isle of Fehmarn est un album de Jimi Hendrix paru en 2005. Ce huitième volume publié par Dagger Records présente le dernier concert du trio Hendrix/Cox/Mitchell, donné sur l'île de Fehmarn le 6 septembre 1970 dans le cadre du Love And Peace Festival.

## Les titres
1. Introduction
2. Killing Floor
3. Spanish Castle Magic
4. All Along the Watchtower
5. Hey Joe
6. Hey Baby (New Rising Sun)
7. Message to Love
8. Foxy Lady
9. Red House
10. Ezy Ryder
11. Freedom
12. Room Full of Mirrors
13. Purple Haze
14. Voodoo Child (Slight Return)

## Les musiciens
- Jimi Hendrix : guitare, chant
- Billy Cox : basse, seconde voix
- Mitch Mitchell : batterie